# Ramon Corts i Blay
Ramon Corts i Blay (Mataró, 6 d'agost de 1951) és un sacerdot, teòleg, filòsof i historiador català. Ha treballat sobre la Il·lustració a Espanya, tema al qual va dedicar la seva tesi, a la Setmana Tràgica, l'anticlericalisme, la qüestió catalana, la Dictadura de Primo de Rivera i el cardenal Francesc Vidal i Barraquer.

## Biografia
Cursà estudis als seminaris major i menor de Barcelona, i fou ordenat sacerdot el 24 de març de 1979. Es llicencià el 1975 en Filosofia i Lletres, especialitat en Història Moderna, per la Universitat de Barcelona, i en Teologia per la Facultat de Teologia de Catalunya el 1982. Posteriorment, seguí els seus estudis a la Pontificia Università Gregoriana de Roma, on es doctorà en Història Eclesiàstica el 1991. Seguí igualment els estudis de l'Escola d'arxivística i Paleografia de l'Arxiu Apostòlic Vaticà, on es graduà el mateix 1991. A Roma fou colegial del Col·legio Teutònic de Santa María dell’Anima i del Centro Español de Estudios Eclesiásticos, annex a l'Església de Sant Jaume i Montserrat.
Corts ha centrat la seva tasca investigadora en la història contemporània de l'església a Catalunya, en particular sobre les relacions amb la Santa Seu. Ha publicat diversos llibres, regestos i articles sobre documentació de l'Arxiu Apostòlic Vaticà, segons el fons de la Nunciatura Apostòlica de Madrid i la Secretària d'Estat (1877-1921) i altres de la Santa Seu. Ha treballat sobre la Il·lustració espanyola, la Setmana Tràgica, l'anticlericalisme, la qüestió catalana, la dictadura de Primo de Rivera i el cardenal Vidal i Barraquer.
És vicerector de l'Ateneu Universitari Sant Pacià, de Barcelona, catedràtic d'Història Moderna de l'Església a la Facultat Antoni Gaudí d'Història, Arqueologia i Arts cristianes de l'Ateneu Universitari Sant Pacià; professor de la Facultat de Teologia de Catalunya. És director de l'Institut d'Història de l'Església a Catalunya des de la seva creació. Fou també director de la Biblioteca Balmes de Barcelona (fins al 2025), de la seva revista Analecta Sacra Tarraconensia entre el 1991 i fins al 2025, i des del 2010 de la Fundació Cultura Religiosa (successora del Foment de Pietat Catalana) i l'Editorial Balmes de Barcelona. A partir d'un decret episcopal de 2023 sobre la reestructuració de les fundacions hostatjades en el Palau de la Balmesiana, les dues darreres entitats van quedar integrades en la Institució Balmesiana.
El 18 d'octubre de 1998 fou nomenat rector de l'Església de la Concepció, i l'octubre de 2013 de la veïna església de Sant Francesc de Sales, ambdues pertanyents a l'Arxidiòcesi de Barcelona.

## Obra
- L'arquebisbe Fèlix Amat (1750-1824) i l'última Il·lustració espanyola, Barcelona 1992.
- Regests de la documentació del segle XX sobre Catalunya i la Santa Seu conservada a l’Arxiu Secret Vaticà. I. Fons de la Nunciatura de Madrid (1899-1921). Barcelona: Facultad de Teología de Catalunya, 1992.
- (coord.) Diccionari d'història eclesiàstica de Catalunya, Barcelona: Claret, 1998.
- Josep Puig i Cadafalch: un polític catalanista i catòlic. Els fets de Corpus de Barcelona de 1919, Mataró, 2002.
- Regests de la documentació del segle XX sobre Catalunya i la Santa Seu conservada a l’Arxiu Secret Vaticà. II. Fons Secretaria d’Estat (1899-1921). Barcelona: Facultad de Teología de Catalunya, 2003
- Regests de la documentació del segle XIX sobre Catalunya i la Santa Seu conservada a l’Arxiu Secret Vaticà. I. Fons de la Nunciatura de Madrid (1887-1899). Barcelona: Facultad de Teología de Catalunya, 2005.
- Regests de documentació del segle XIX sobre Catalunya i la Santa Seu conservada a l’Arxiu Secret Vaticà. II. Fons de la Nunciatura de Madrid (1877-1887). Barcelona: Facultat de Teologia de Catalunya, 2007.
- La Setmana Tràgica de 1909: l’Arxiu Secret Vaticà. . Barcelona: Publicaciones de la Abadía de Montserrat, 2009 (Scripta et Documenta, 82)
- Regests de la documentació del segle XIX sobre Catalunya i la Santa Seu conservada a l’Arxiu Secret Vaticà i a la Secretaria d’Estat. III: Fons de la Secretaria d’Estat (1877-1899). Barcelona: Facultat de Teologia de Catalunya; Facultat Antoni Gaudí d'Història de l'Església, Arqueologia i Arts cristianes, 2015.
- La Qüestió Catalana en l’Arxiu Secret Vaticà. De la Restauració a Primo de Rivera (1875-1923). (Studia Historica Tarraconensia; 4). Barcelona: Ateneu Universitari Sant Pacià, 2017, 780 p.
- El cardenal Vidal i Barraquer: entre la crisi de la Restauració i la dictadura de Primo de Rivera. Arxius vaticans (1921-1923). Barcelona: Ateneu Universitari Sant Pacià, Facultat Antoni Gaudí d’Història, Arqueologia i Arts Cristianes; Facultat de Teologia de Catalunya, 2022.